# سرد چینه
سرد چینه (به انگلیسی: Sard Cheena) یک منطقهٔ مسکونی در پاکستان است که در خیبر پختونخوا واقع شده‌است.